# Judita Šalgo
Judita Šalgo (1941 Novi Sad – 1996 tamtéž) byla jugoslávská a vojvodinská spisovatelka, básnířka, autorka povídek a překladatelka z angličtiny a maďarštiny.

## Životopis
Narodila se v Novém sadu, jako Judita Mannheim, židovským rodičům – tato skutečnost výrazně ovlivnila její život a její literaturu. Na začátku druhé světové války byl její otec převezen do pracovního tábora v Maďarsku (kde byl zabit v roce 1942 ) a v roce 1944 odvedli její matku do pracovní tábora v Německu. Aby ji matka ochránila zanechala ji v Malém Iđoši u „tety Anushky“, maďarky, která se o ní měla starat, dokud se její matka nevrátí. Šalgo svou tetu poté sama nazvala svou matkou („Pokud je matka zaměnitelná, pak je vše na světě zaměnitelné, takže i já sama a vše co činí mojí osobnost“). Po válce a návratu do Nového Sadu se její matka znovu vdá a ona tak získává příjmení Salgo. Jejím mateřským jazykem byla maďarština, srbsky se tak naučila až ve škole (proto popsala psaní literatury jako „neustálou potřebu osvojovat si jazyk, která trvá tak dlouho jako trvá dobývání pevnosti“). V roce 1966 absolvovala studium literatury v Bělehradě. V roce 1967 se vrací do Nového Sadu kde se provdala za Zorana Mirkovića. Byla redaktorkou Tribuny mladých (jednoho z center tehdejší experimentální umělecké scény) a později editorkou Matice Srpské. Z obou postů byla vyhozena, pravděpodobně z politických důvodů. Zemřela na rakovinu roku 1996 v Novém Sadu. V roce 2014 byla po Juditě Šalgo pojmenována ulice v obci Veternik, nacházející se na předměstí Nového Sadu.

## Dílo
Judita Šalgo psala poezii, povídky a romány. Počátek její umělecké dráhy souvisí s vlnou vojvodinské neoavantgardy (označovaný také jako druhý směr nebo nový umělecký postup), která se objevila v šedesátých a sedmdesátých letech dvacátého století, jako alternativa k převládajícímu umírněného modernismu v Jugoslávii. Vliv neoavantgardy se odráží v žánrové nevyhraněnosti a lingvistických experimentech, které jsou citelné především (ale nejen) v její poezii. Později se uchyluje k próze, v níž dominuje vliv postmoderní poetiky. Nejlepším příkladem je román Cesta k Birobidžanu, nejslavnější a podle mnohých i nejlepší dílo. Zabývala se také otázkami feminismu, přestože se nikdy veřejně jako feministka neoznačovala.
Poezie:
- Obalom, 1962 sbírka básní
- 67 minuta naglas, 1980, sbírka písní
- Život na stolu, 1986 sbírka básní

Próza:
- Trag kočenja, román z roku 1987
- Da li postoji život, 1995. Soubor příběhů
- Put u Birobidžan, 1997 nedokončený román (editoval Vasa Pavković)
- Kraj puta, 2004, nedokončený román (druhá část knihy Put u Birobidžan, editoval Vasa Pavković)

Kromě těchto děl byly publikovány i jednotlivé příběhy, básně a eseje, většinou v časopisech Polja a Letopis Matica Srpske. </br>